# Kabadougou
Kabadougou ist eine Verwaltungsregion der Elfenbeinküste im Distrikt Denguélé mit der Hauptstadt Odienné. Sie wurde 2011 gegründet.
Laut Zensus 2014 leben in der Region 193.364 Menschen.
Die Region ist in die Départements Gbéléban, Madinani, Odienné, Samatiguila und Séguélon eingeteilt.